# خورخي فيتش
خورخي فيتش (بالإسبانية: Jorge Fitch)‏ هو لاعب كرة قاعدة مكسيكي، ولد في 30 مارس 1934 في ولاية سينالوا في المكسيك.

## وصلات خارجية
- خورخي فيتش على موقعبيزبول رفرنس.كوم (الدوري الثانوي) (الإنجليزية)